# Have Yourself a Merry Little Christmas
Have Yourself a Merry Little Christmas (с англ. — «Весёлого тебе Рождества») — американская популярная песня, одна из самых известных ныне рождественских песен. Автор музыки и стихов — Хью Мартин. Песня впервые прозвучала в музыкальном фильме (киномюзикле) «Встретимся в Сент-Луисе» (1944) в исполнении актрисы Джуди Гарленд.

## Версии текста
Первоначальный текст Мартина показался Джуди Гарленд «слишком грустным», даже «депрессивным», хотя по настроению вполне соответствовал сценарию: семья вынуждена покинуть столь дорогой их сердцу Сент-Луис, героиня фильма Эстер в сочельник поёт своей маленькой сестре песню в утешение:
Have yourself a merry little Christmas,

It may be your last.

Next year we may all be living in the past.

Have yourself a merry little Christmas,

Make the Yuletide gay.

Next year we may all be many miles away.

No good times like the olden days,

happy golden days of yore.

Faithful friends who were dear to us

will be near to us no more.

But at least we all will be together if the fates allow.

From now on we’ll have to muddle through somehow,

So have yourself a merry little Christmas now.
Некоторое время Мартин упрямился, но его слово начинающего автора практически ничего не значило по сравнению со словом звезды масштаба Джуди Гарленд. В конечном итоге ему пришлось переписать текст, сделав его более «светлым» для кинозрителей / слушателей и более выгодно представлявшим поющую актрису:
Have yourself a merry little Christmas

Let your heart be light

Next year all our troubles will be out of sight.

Have yourself a merry little Christmas

Make the Yuletide gay

Next year all our troubles will be miles away.

Once again as in olden days,

happy golden days of yore.

Faithful friends who are dear to us

will be near to us once more.

Someday soon we all will be together if the fates allow.

Until then, we’ll have to muddle through somehow,

So have yourself a merry little Christmas now.
В 1957 году Мартин ещё раз переписал текст по просьбе Фрэнка Синатры, пожелавшего, чтобы были изъяты всяческие коннотации с кинофильмом и добавлены празднично-ритуальные мотивы. Так, вместо строки «Until then, we’ll have to muddle through somehow» («А до тех пор нам придётся как-то перебиваться») появилась строка «Hang a shining star upon the highest bough» («Повесь сверкающую звезду на верхушку») и т. п. Эта «праздничная» версия ныне звучит в перепевах чаще других:
Have yourself a merry little Christmas,

Let your heart be light.

From now on, our troubles will be out of sight.

Have yourself a merry little Christmas

Make the Yuletide gay

From now on, our troubles will be miles away.

Here we are as in olden days,

happy golden days of yore.

Faithful friends who are dear to us

gather near to us once more.

Through the years we all will be together if the fates allow.

Hang a shining star upon the highest bough,

And have yourself a merry little Christmas now.

## Другие исполнители (выборка)
С конца 1940-х песня приобрела статус шлягера, приуроченного к Рождеству и Новому году. Её исполняли известные эстрадные и джазовые певцы: Бинг Кросби, Элла Фицджеральд, Фрэнк Синатра и многие другие.
| - Фрэнк Синатра - Брюно Пельтье - 3LW - Carpenters - The Cheetah Girls - Кристина Агилера - Клэй Айкен - Alvin and the Chipmunks - Тори Амос - Babyface - Back Street Boys - Bright Eyes - Тони Беннетт - Майкл Болтон - Тони Брэкстон - Мелани Си - Дайан Кэрролл - Chicago - Розмари Клуни - Coldplay - Шон Колвин - Перри Комо - Сара Коннор - Бинг Кросби - Этель Мерман - Энди Уильямс | - Дорис Дэй - Дел Делкер - Зоуи Дешанель - Daphne Loves Derby - Джимми Дин - Джон Денвер & the Muppets - Боб Дилан - Ego Likeness - Глория Эстефан - Перси Фэйт - Элла Фицджеральд - Мут Буксл - The Four Tops - Конни Фрэнсис - Росс Фриман - Кенни Джи - Кристал Гэйл - Дельта Гудрем - Эми Грант - Ли Гринвуд - Ларри Грос - Винс Гилл - Hampton String Quartet - Гэри Хью - Алексей Иващенко и Мария Шорстова |  | - Линда Ронстадт - Marina and the Diamonds - Энгельберт Хампердинк - The Jackson 5 - Keahiwai - Kermit the Frog - Дайана Кралл - Лори Лин - Lorna Luft - Local H - Кенни Логгинс - The Manhattan Transfer - Эйми Манн - Mantovani - Джонни Мэтис - Крис Мартин - Брайан Макнайт - Сара Маклэхан - Кэти Мелуа - Уитни Хьюстон - Glenn Miller Orchestra - Джим Нэборс - The Nylons - Lady Antebellum - Лютер Вандроcc | - Долли Партон - The Partridge Family - The Pretenders - Эдди Рэббитт - Лу Роулс - Кенни Роджерс - Бьянка Райан - Том Скотт - Ванда Шепард - Джессика Симпсон - Liz Story - Барбра Стрейзанд - Kiri Te Kanawa - Mel Tormé - Трэвис Тритт - Twisted Sister - Кэрри Андервуд - Латер Вандросс - Джеки Веласкес - Скотт Вейланд - Энди Уильямс - Ванесса Уильямс - Кэрни и Венди Уилсон - Триша Ярвуд - Мистер Хэнки - Аннеке ван Гирсберген - Gregorian - Даррен Крисс - Лиа Мишель |
| | |  | | - Digital Daggers - Тарья Турунен - Билли Айлиш |